# (24776) 1993 FR43
(24776) 1993 FR43 est un astéroïde de la ceinture principale d'astéroïdes découvert en 1993.

## Description
(24776) 1993 FR43 a été découvert le 19 mars 1993 à l'observatoire de La Silla, au Chili, par le programme Uppsala-ESO Survey of Asteroids and Comets (UESAC) .

### Caractéristiques orbitales
L'orbite de cet astéroïde est caractérisée par un demi-grand axe de 2,56 UA, un périhélie de 1,97 UA, une excentricité de 0,23 et une inclinaison de 4,26° par rapport à l'écliptique. Du fait de ces caractéristiques, à savoir un demi-grand axe compris entre 2 et 3,2 UA et un périhélie supérieur à 1,666 UA, il est classé, selon la JPL Small-Body Database, comme objet de la ceinture principale d'astéroïdes.

### Caractéristiques physiques
(24776) 1993 FR43 a une magnitude absolue (H) de 15,5 et un albédo estimé à 0,177.